# Europium-149
Europium-149 of 149Eu is een onstabiele radioactieve isotoop van europium, een lanthanide. De isotoop komt van nature niet op Aarde voor.
Europium-149 ontstaat onder meer bij het radioactief verval van gadolinium-149.
{\displaystyle {\ce {{^{149}_{64}Gd}->{^{149}_{63}Eu}+{e^{+}}+{\nu }_{e}}}}

## Radioactief verval
Europium-149 vervalt door elektronenvangst naar de stabiele isotoop samarium-149:
{\displaystyle {\ce {{^{149}_{63}Eu}+{e^{-}}->{^{149}_{62}Sm}+{\nu }_{e}}}}
De halveringstijd bedraagt 93 dagen.
130Eu · 131Eu · 132Eu · 133Eu · 134Eu · 135Eu · 136Eu · 136mEu · 137Eu · 138Eu · 139Eu · 140Eu · 140mEu · 141Eu · 141mEu · 142Eu · 142mEu · 143Eu · 143mEu · 144Eu · 144mEu · 145Eu · 145mEu · 146Eu · 146mEu · 147Eu · 148Eu · 149Eu · 150Eu · 150mEu · 151Eu · 151mEu · 152Eu · 152m1Eu · 152m2Eu · 152m3Eu · 152m4Eu · 152m5Eu · 153Eu · 154Eu · 154m1Eu · 154m2Eu · 155Eu · 156Eu · 157Eu · 158Eu · 159Eu · 160Eu · 161Eu · 162Eu · 163Eu · 164Eu · 165Eu · 166Eu · 167Eu · 168Eu